# Cecilia Rouse

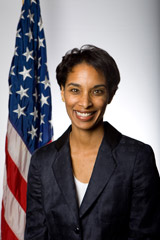
Cecilia Rouse (2010)

Cecilia Elena Rouse (* 18. August 1963) ist eine US-amerikanische Ökonomin, die zwischen 2009 und 2011 unter Präsident Barack Obama im Council of Economic Advisers arbeitete. Im Kabinett Biden war sie ab dem 2. März 2021 bis zum 31. März 2023 Vorsitzende dieses Gremiums.
Rouse ist Professorin für Volkswirtschaftslehre und Öffentliche Angelegenheiten an der Princeton University. Sie ließ sich für ihre beratenden politischer Tätigkeiten 1998/99 im National Economic Council unter Präsident Bill Clinton und später bei Barack Obama beurlauben.

## Leben
Cecilia Rouse wuchs in Del Mar (Kalifornien) auf. Sie hat zwei Geschwister – Forest Rouse, ein Physiker, und Carolyn Rouse, eine Anthropologin und Professorin an der Princeton University. Ihr Vater ist ein in der Forschung tätiger Physiker, der seinen Ph.D. 1956 am California Institute of Technology erhielt. Ihre Mutter arbeitete als Schulpsychologin.
Rouse erhielt ihren B.A. in Volkswirtschaftslehre an der Harvard University, ihren Master 1986 mit magna cum laude und ihren Ph.D. in VWL 1992. Anschließend wurde sie Professorin für Volkswirtschaftslehre an der Princeton University.
Rouse führt die Entwicklung ihres Bildungsweges darauf zurück, dass sie als junges Kind viel gereist ist und vieles erkundet hat, sowie auf die „Wichtigkeit, die Lernen für meine Eltern hatte“. Ihr Bruder und ihre Schwester haben beide Ph.D.s in Physik beziehungsweise visueller Anthropologie. Sie ist zugleich Chefredakteurin der Zeitschriften The Future of Children und Journal of Labor Economics gewesen.
2016 wurde Rouse von der American Economic Association mit dem Carolyn Shaw Bell Award ausgezeichnet. 2021 wurde sie in die American Philosophical Society gewählt, 2024 zum Mitglied der National Academy of Sciences.